# Zonsverduistering van 23 augustus 2044

Animatie zonsverduistering
op 23 augustus 2044

De totale zonsverduistering van 23 augustus 2044 trekt veel over land en is achtereenvolgens te zien in deze drie landen: Groenland (Denemarken), Canada en Verenigde Staten.  In de gebieden waar de eclips totaal is, vindt de totaliteit plaats wanneer de datum in de lokale tijd 22 augustus is.

## Lengte

### Maximum
Het punt met maximale totaliteit ligt in Canada tussen de steden Déline en Gameti en duurt 2m03,8s.

### Limieten
| Fenomeen                    | Code | Tijdstip UTC |
| --------------------------- | ---- | ------------ |
| Eerste contact bijschaduw   | P1   | 23:09:09.1   |
| Eerste contact kernschaduw  | U1   | 00:44:16.1   |
| Kernschaduw compleet vanaf  | U2   | 00:50:58.9   |
| Bijschaduw compleet vanaf   | P2   | Niet         |
| Maximum eclips              | GE   | 01:15:19.7   |
| Bijschaduw compleet t/m     | P3   | Niet         |
| Kernschaduw compleet t/m    | U3   | 01:40:14.0   |
| Laatste contact kernschaduw | U4   | 01:46:52.0   |
| Laatste contact bijschaduw  | P4   | 03:21:54.4   |